# Коросно (гміна)
Ґміна Кросьцєнко (пол. Gmina Krościenko) — колишня (1934—1939 рр.) сільська ґміна Добромильського повіту Львівського воєводства Польської республіки (1918—1939) рр. Центром ґміни було село Кросьцєнко.

1 серпня 1934 р. було створено ґміну Кросьцєнко в Добромильському повіті. До неї увійшли сільські громади: Кросьцєнко, Лісковате, Нанова, Оберсдорф, Рудавка под Нановом, Стебнік, Смольніца, Стейнфельс і Воліца.
У середині вересня 1939 року німці окупували територію ґміни, однак уже 26 вересня 1939 року мусіли відступити, оскільки за пактом Ріббентропа-Молотова вона належала до радянської зони впливу. За кілька місяців територія ввійшла до Хирівського району Дрогобицької області. Наприкінці червня 1941, з початком Радянсько-німецької війни, територія знову була окупована німцями. В серпні 1944 року радянські війська знову оволоділи цією територією. У 1951 році територія була віддана Польщі, а населення виселене на південь України в рамках радянсько-польського обміну ділянками територій.